# Patricio O'Ward
Patricio O'Ward Junco, mais conhecido como Pato O'Ward (Monterrey, 6 de maio de 1999) é um automobilista mexicano que compete na IndyCar Series pela equipe Arrow McLaren. Ele faz parte do Programa de jovens pilotos da McLaren e é piloto reserva da McLaren. Ele também é o campeão da Indy Lights de 2018.

## Carreira
Iniciou a carreira no kart em 2005, competindo até 2012, quando migrou para os monopostos. Desde 2013, passou por oito categorias diferentes (Pacific F2000, Fórmula Renault 1.6 NEC, Latam Fórmula 2000, Fórmula 4 Francesa, Pro Mazda, Fórmula 4 NACAM, Mazda Prototype Lites e North American Endurance Cup) antes de participar da temporada completa da United SportsCar Championship de 2017, ano que ele também participou de quatro provas da Indy Lights, pela equipe Team Pelfrey. Sem condições de participar do restante do campeonato, O'Ward seguiu na Sportscar, obtendo o título na categoria Protótipos Challenge.

### Indy Lights
Para a temporada 2018 da principal categoria de acesso à IndyCar Series, assinou com a Andretti Autosport, em paralelo com a Sportscar, onde representou a Performance Tech Motorsports. Porém, ele participou somente das duas primeiras corridas da temporada da United SportsCar Championship de 2018. Na Indy Lights, ele teve como principal adversário o futuro piloto da Indy Colton Herta, mas O'Ward se mostrou superior ao fazer nove poles, nove vitórias e treze pódios em dezessete etapas, garantindo o título de pilotos ao vencer a corrida 1 de Portland, e foi nomeado Rookie of the Year. O mexicano concluiu a temporada com mais uma vitória, anotando 491 pontos, com 44 de vantagem sobre Herta.

### IndyCar Series

#### Harding Racing (2018)
Duas semanas depois de conquistar o título da Indy Lights, O'Ward fez sua estreia na IndyCar Series no Sonoma Raceway, no segundo carro da Harding Racing, onde se classificou em quinto e terminou em nono.
Para 2019, O'Ward estava escalado para competir na IndyCar Series em tempo integral, pilotando o carro #8 da Harding Steinbrenner Racing. No entanto, os problemas de patrocínio levaram O'Ward a ser liberado da equipe em 11 de fevereiro de 2019.

#### Carlin (2019)
Em 7 de março, O'Ward se juntou a Carlin em um contrato de meio período que o levou para treze corridas na temporada de 2019 do IndyCar. O'Ward pilotou o segundo carro da Carlin para doze corridas e também pilotou o terceiro carro da Carlin para a 500 Milhas de Indianápolis. Mas ele não concluiu a temporada por ter assinado com a Red Bull Junior Team e mudado o foco para tentar conseguir pontos na superlicença.

#### McLaren (2020 –presente)
A mudança de O'Ward para a F2 e a Super Fórmula não renderam o esperado, e o mexicano voltou para a Indy. Em 30 de outubro de 2019, a Arrow McLaren o anunciou como um de seus novos pilotos para a temporada 2020 da IndyCar.
Em seu primeiro ano na McLaren, O'Ward fez a sua primeira pole em Road America, apareceu no pódio quatro vezes e chegou a sonhar com o título, mas acabou terminando em quarto lugar no campeonato de pilotos e somando 416 pontos.

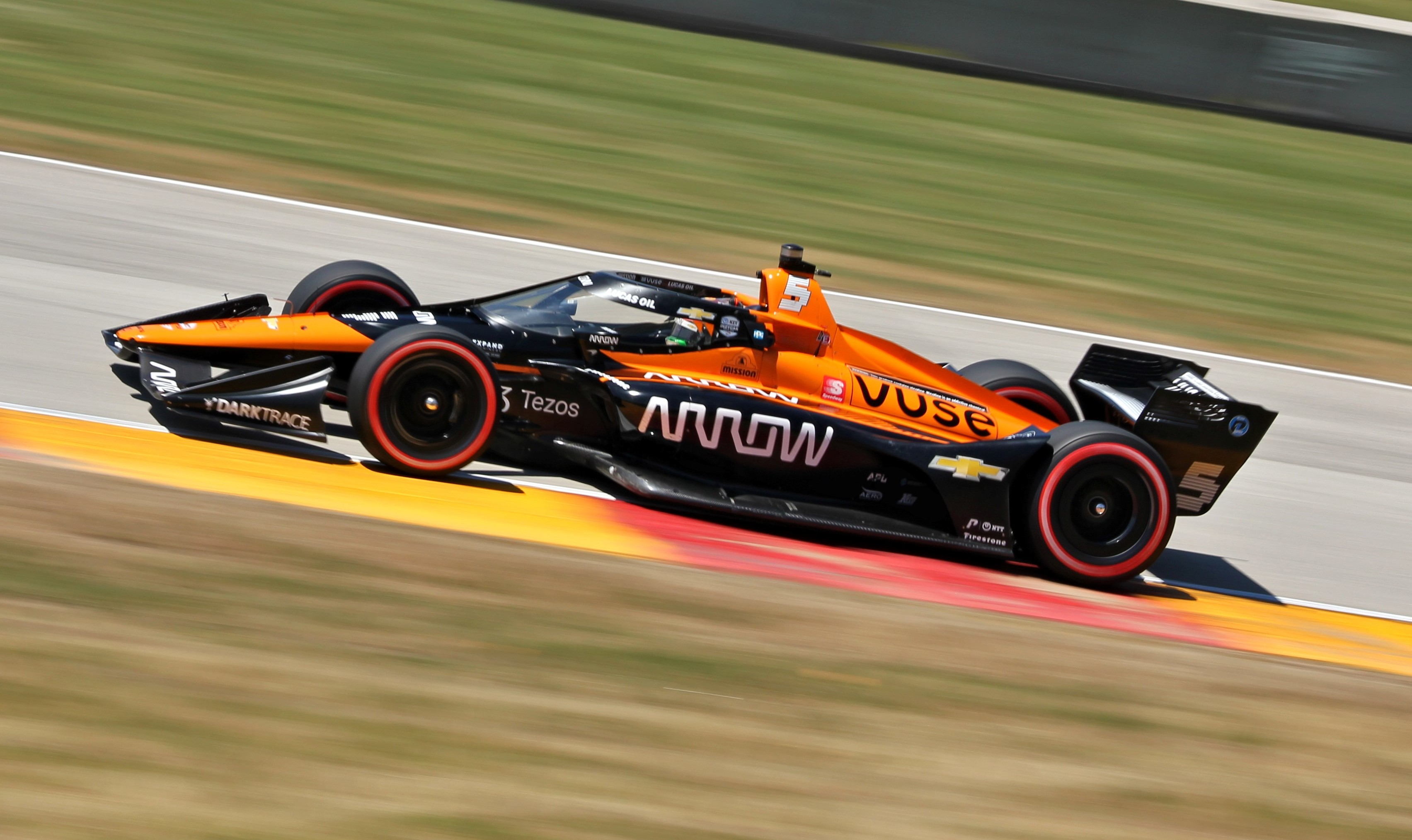
O'Ward no Road America em 2021

Em 2021, Pato fez a pole na primeira corrida do ano, em Alabama. Mas sua primeira vitória só veio três corridas depois, no Texas, com direito a uma bela ultrapassagem sobre Josef Newgarden, da Penske. O'Ward voltou a vencer em Detroit, com mais uma série de ultrapassagens, e fez mais três pódios, chegando a liderar o campeonato na reta final. Mas O'Ward foi desbancado pelo espanhol Álex Palou, que conquistou seu primeiro título, e por Newgarden, o vice-campeão. O mexicano encerrou a temporada em terceiro, com 487 pontos.
O início de 2022 foi abaixo do esperado para O'Ward. Após testar um carro da McLaren na F1, ele tinha esperanças de assumir a vaga de Daniel Ricciardo, ou ao menos ser reserva, mas viu o posto ir para Colton Herta, seu rival dos tempos da Indy Lights. Assim, o mexicano chegou a considerar a hipótese de deixar a McLaren, mas esse desejo não foi levado adiante, e O'Ward renovou seu vínculo com a equipe até 2025. Após conseguir apenas um top-10 nas primeiras rodadas, Pato voltou a vencer em Alabama Ele ficou em segundo na edição de 2022 das 500 Milhas de Indianápolis, que foi vencida por Marcus Ericsson. E em Iowa, O'Ward conquistou um segundo lugar na corrida 1 e uma vitória na corrida 2, beneficiado por uma batida de Newgarden. Mas isso não evitou que O'Ward terminasse o campeonato em sétimo, sua pior classificação desde que se juntou à McLaren, embora ele tenha sido o piloto mais bem colocado da equipe no ano.

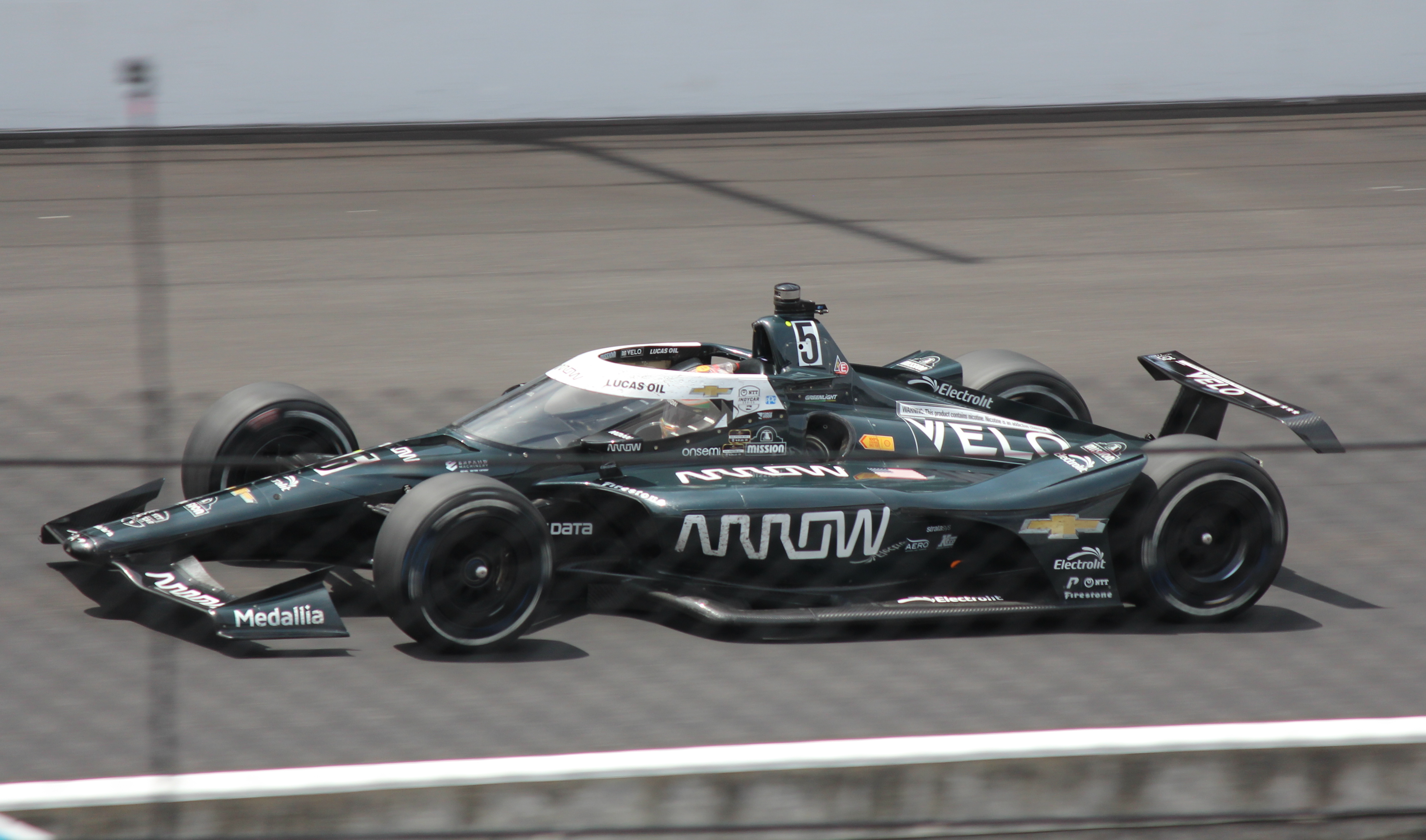
O'Ward na Indy 500 de 2023

2023 foi ainda mais desafiador para Pato, que não conseguiu nenhuma vitória na temporada. Apesar disso, ele mostrou consistência e foi capaz de brigar pelo top-3 até a última corrida. O'Ward começou o ano com boas chances de vencer, mas problemas mecânicos surgidos nas voltas finais o fizeram ser superado por Ericsson, com o piloto da McLaren tendo que se contentar com a segunda posição. Ele teve outra chance de vitória em Texas, corrida que liderou por 91 voltas, mas após um safety-car, Newgarden se aproximou do mexicano e mais uma vez amargou o segundo lugar. O'Ward também brigou pela vitória na edição de 2023 das 500 Milhas de Indianápolis, mas o piloto do carro 5 rodou na grama, perdeu o controle e bateu, abandonando a prova. Ele encerrou o ano na quarta posição, com sete pódios e 484 pontos, mesmo assim, seu chefe de equipe afirmou que O'Ward estava mais forte e amadurecido do que nos anos anteriores.

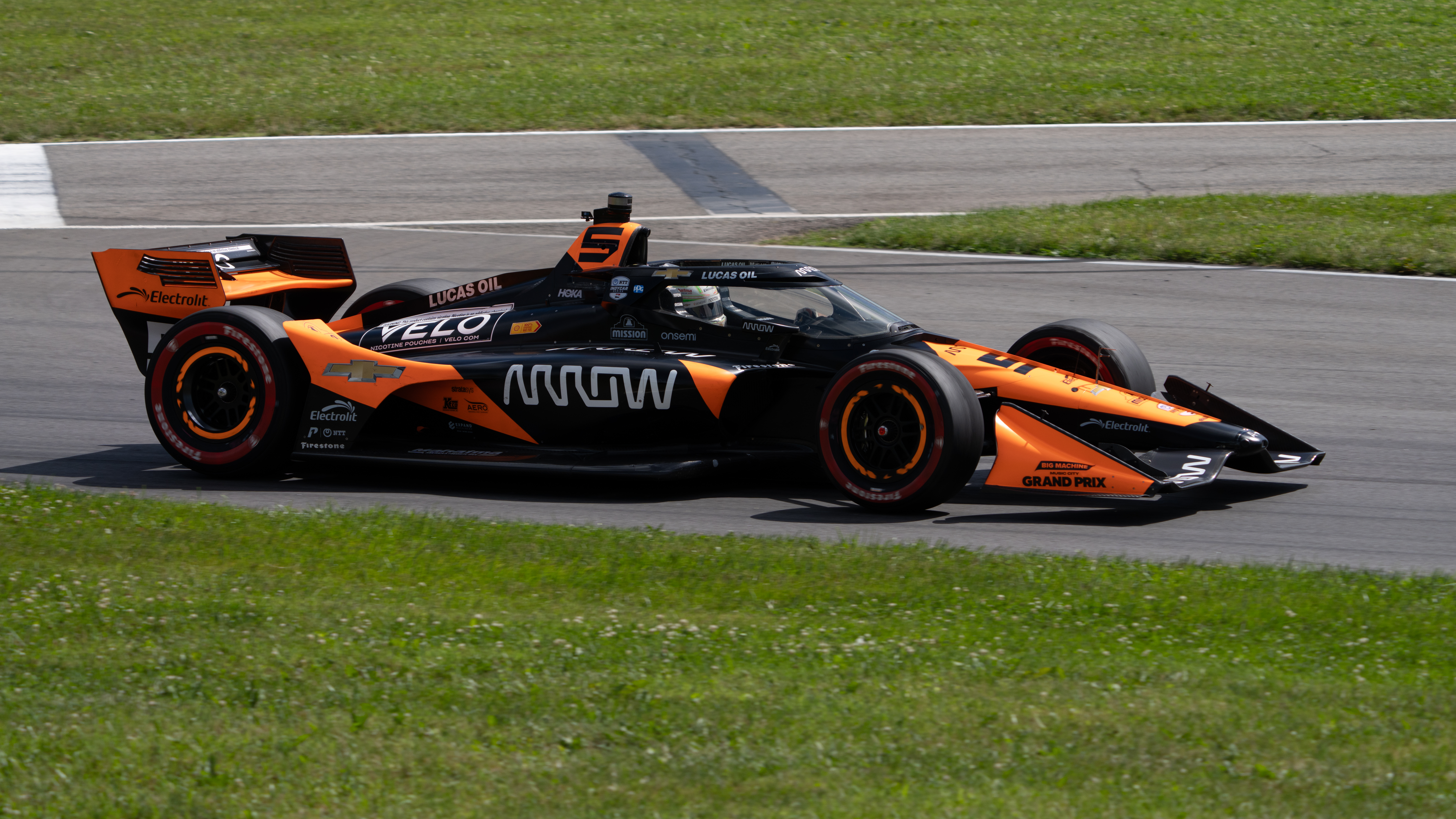
O'Ward em prova de Mid-Ohio em 2024

Mas Pato encerrou a seca de vitórias já na primeira etapa de 2024, em St. Petersburg, beneficiando-se da punição que os pilotos da Penske, incluindo Josef Newgarden, o vencedor original da prova, receberam por irregularidades no sistema Push-to-Pass. Ele também venceu em Mid-Ohio, após um duelo intenso com Palou, e em Milwaukee, mas seu ponto de destaque da temporada foi a sua participação na Indy 500 de 2024. O'Ward e seu companheiro de equipe Alexander Rossi usaram de estratégia para colocar o mexicano da McLaren na briga pela vitória na reta final da prova. A liderança estava com Josef Newgarden, e ele e O'Ward travaram uma intensa batalha, com ambos se alternando na primeira posição. No entanto, o piloto da Penske conseguiu se manter na ponta e venceu as 500 Milhas de Indianápolis pela segunda vez consecutiva. Pato, que terminou em segundo lugar, não conseguiu esconder a tristeza, chegando a chorar dentro do carro, mesmo assim, celebrou ter tido mais uma chance de disputar a vitória. Sua atitude profissional rendeu elogios de Zak Brown, CEO da McLaren, e de Scott Dixon. No campeonato de pilotos, O'Ward ficou em quinto lugar, com 460 pontos.
O'Ward começou 2025 com um 11º lugar em St. Petersburg, mas na etapa seguinte, em Thermal, o mexicano fez a pole, a melhor volta, e liderou a maior parte da prova. Contudo, na reta final, não conseguiu evitar a ultrapassagem de Álex Palou, que vinha com pneus novos e conquistou a vitória na etapa californiana, rebaixando Pato ao segundo lugar. O mexicano ainda se sentiu atrapalhado por retardatários como Conor Daly e Louis Foster, que o fizeram perder tempo e ajudaram o campeão espanhol a se aproximar dele. Por isso, Pato se queixou da falta de coleguismo dos carros da Chevrolet, apontando que Foster, piloto Honda como Palou, segurou o mclarista como pôde, enquanto deixou o piloto da Chip Ganassi passar facilmente. O mexicano obteve mais um segundo lugar no misto de Indianápolis, foi terceiro nas 500 Milhas de Indianápolis, e segundo em Gateway. Até que na corrida 1 de Iowa, Pato obteve sua primeira vitória do ano, após dar undercut no pole e líder da prova Josef Newgarden.

### Fórmula 1

#### Red Bull

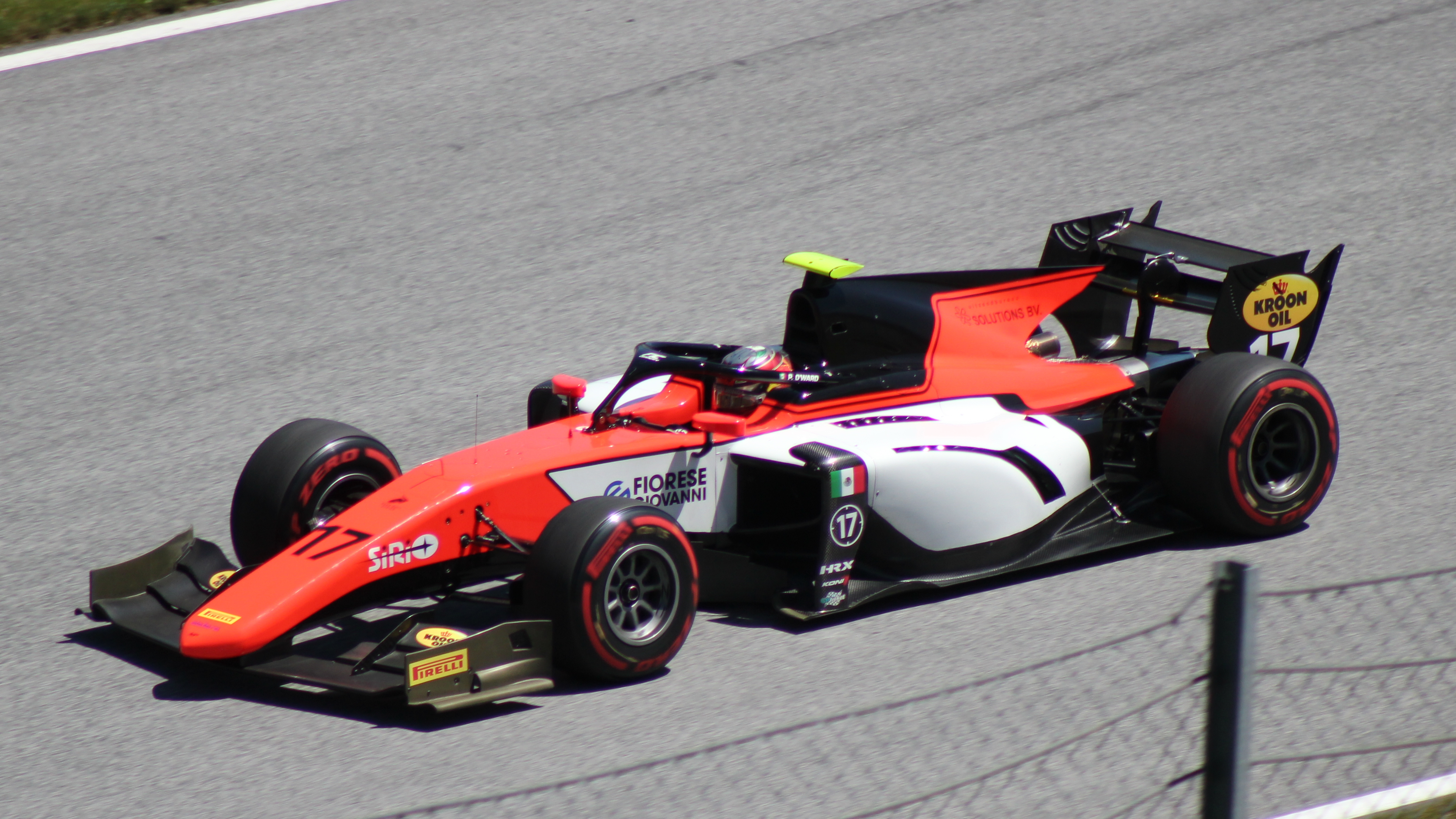
O'Ward em sua única participação na F2 em 2019

Em maio, O'Ward assinou com a Red Bull Junior Team, e no mês seguinte, foi chamado para competir no Campeonato de Fórmula 2 e foi anunciado como substituto de Dan Ticktum na Super Fórmula. Ele se juntou a essas competições para obter os pontos necessários para conseguir a superlicença e estrear na Fórmula 1 pela Toro Rosso em 2020.
Na F2, O'Ward só participou da etapa no Red Bull Ring, substituindo o banido Mahaveer Raghunathan na MP Motorsport, e o melhor que conseguiu foi um décimo quarto lugar na corrida curta. Já na Super Fórmula Japonesa, O'Ward entrou na etapa de Fuji e estava previsto para competir pelo restante da temporada. Seu melhor resultado foi um sexto lugar em Okayama, mas quando ele se preparava para a última prova em Suzuka, Helmut Marko comunicou sua dispensa, porque a FIA não considerou que os pontos da temporada da Indy Lights de 2018 deveriam ser computados na superlicença de O'Ward.

#### McLaren
Pato O'Ward se juntou ao Programa de jovens pilotos da McLaren em 2021, ganhando o direito de testar um carro da Fórmula 1 no final daquele ano após vencer no Texas. Ele chegou a ser apontado como um dos candidatos à vaga de Daniel Ricciardo, mas o mexicano descredibilizou esses rumores, afirmando que Zak Brown teria prometido "a mesma recompensa para vários pilotos", como seus colegas da Indy Álex Palou e Colton Herta, que chegaram a ser reservas da equipe na F1. Em 2022, no Grande Prêmio de Abu Dhabi, O'Ward participou da primeira sessão de treinos livres, terminando em décimo oitavo. Em 2023, ele fez uma nova participação no TL1 de Abu Dhabi, ficando na décima quinta posição. O piloto mexicano também apareceu nos testes de pós temporada da F1, onde surpreendeu ao alcançar a segunda colocação.
No dia 23 de novembro de 2023, Pato O'Ward foi confirmado pela McLaren como piloto de testes e desenvolvimento da escuderia inglesa. Aos 24 anos, o atleta fica encarregado de substituir Lando Norris ou Oscar Piastri em caso de necessidade na principal categoria do automobilismo mundial. Patricio divide as atividades da Fórmula 1 ao mesmo tempo em que participa da IndyCar.
Em 2024, a McLaren anunciou a participação de O'Ward na primeira sessão de treinos do Grande Prêmio da Cidade do México, substituindo Norris. Foi a primeira vez que ele participou da etapa de seu país natal. Ele ficou em décimo terceiro e declarou ter se sentido satisfeito com suas contribuições para a equipe e com o carinho da torcida, que levou bandeiras e cabeças flutuantes de pato em sua homenagem.

## Resultados

### Resumo da carreira
| Temporada | Categoria                               | Equipe                       | Corridas                 | Vitórias                 | Poles                    | V.M.R.                   | Pódios                   | Pontos                   | Posição |
| --------- | --------------------------------------- | ---------------------------- | ------------------------ | ------------------------ | ------------------------ | ------------------------ | ------------------------ | ------------------------ | ------- |
| 2013      | Pacific Fórmula F2000                   | Dave Freitas Racing          | 5                        | 4                        | 2                        | 5                        | 5                        | 165                      | 5º      |
| 2013      | Formula Renault 1.6 NEC                 | Provily Racing               | 6                        | 0                        | 0                        | 0                        | 0                        | 117                      | 7º      |
| 2013      | Latam Fórmula 2000                      | Paradise Racing              | 6                        | 0                        | 0                        | 0                        | 0                        | 44                       | 12º     |
| 2014      | Campeonato Francês de Fórmula 4         | Auto Sport Academy           | 15                       | 1                        | 0                        | 0                        | 2                        | 143                      | 7º      |
| 2015      | Campeonato Pro Mazda                    | Team Pelfrey                 | 16                       | 0                        | 0                        | 1                        | 3                        | 250                      | 6º      |
| 2015–16   | Campeonato NACAM de Fórmula 4           | Martiga EG                   | 12                       | 6                        | 2                        | 5                        | 11                       | 247                      | 3º      |
| 2016      | Campeonato Pro Mazda                    | Team Pelfrey                 | 16                       | 7                        | 5                        | 8                        | 9                        | 393                      | 2º      |
| 2016      | Mazda Prototype Lites                   | Performance Tech Motorsports | 2                        | 0                        | 0                        | 0                        | 1                        | 32                       | 16º     |
| 2017      | Indy Lights                             | Team Pelfrey                 | 4                        | 0                        | 0                        | 0                        | 1                        | 58                       | 15º     |
| 2017      | IMSA SportsCar Championship – PC        | Performance Tech Motorsports | 8                        | 7                        | 0                        | 8                        | 8                        | 283                      | 1º      |
| 2017      | North American Endurance Cup – PC       | Performance Tech Motorsports | 4                        | 3                        | 0                        | 4                        | 4                        | 56                       | 1º      |
| 2018      | Indy Lights                             | Andretti Autosport           | 17                       | 9                        | 9                        | 4                        | 13                       | 491                      | 1º      |
| 2018      | IMSA SportsCar Championship – Prototype | Performance Tech Motorsports | 2                        | 0                        | 0                        | 0                        | 0                        | 41                       | 41º     |
| 2018      | IndyCar Series                          | Harding Racing               | 1                        | 0                        | 0                        | 0                        | 0                        | 44                       | 31º     |
| 2018      | IMSA Prototype Challenge – LMP3         | Charles Wicht Racing         | 1                        | 1                        | 0                        | 0                        | 1                        | 35                       | 30º     |
| 2019      | IndyCar Series                          | Carlin                       | 7                        | 0                        | 0                        | 1                        | 0                        | 115                      | 26º     |
| 2019      | Super Fórmula Japonesa                  | Team Mugen                   | 3                        | 0                        | 0                        | 0                        | 0                        | 3                        | 18º     |
| 2019      | Fórmula 2                               | MP Motorsport                | 2                        | 0                        | 0                        | 0                        | 0                        | 0                        | 26º     |
| 2020      | IndyCar Series                          | Arrow McLaren SP             | 14                       | 0                        | 1                        | 1                        | 4                        | 416                      | 4º      |
| 2021      | IndyCar Series                          | Arrow McLaren SP             | 16                       | 2                        | 3                        | 2                        | 5                        | 487                      | 3º      |
| 2022      | IndyCar Series                          | Arrow McLaren SP             | 17                       | 2                        | 1                        | 2                        | 4                        | 480                      | 7º      |
| 2022      | IMSA SportsCar Championship – LMP2      | DragonSpeed USA              | 1                        | 1                        | 0                        | 0                        | 1                        | 0                        | NC†     |
| 2022      | Fórmula 1                               | McLaren                      | Piloto de testes/reserva | Piloto de testes/reserva | Piloto de testes/reserva | Piloto de testes/reserva | Piloto de testes/reserva | Piloto de testes/reserva | –       |
| 2023      | IndyCar Series                          | Arrow McLaren                | 17                       | 0                        | 0                        | 1                        | 7                        | 484                      | 4º      |
| 2023      | Fórmula 1                               | McLaren                      | Piloto de testes/reserva | Piloto de testes/reserva | Piloto de testes/reserva | Piloto de testes/reserva | Piloto de testes/reserva | Piloto de testes/reserva | –       |
| 2024      | IndyCar Series                          | Arrow McLaren                | 17                       | 3                        | 0                        | 1                        | 6                        | 460                      | 5º      |
| 2024      | IMSA SportsCar Championship – LMP2      | United Autosports USA        | 1                        | 0                        | 1                        | 0                        | 0                        | 285                      | 42º     |
| 2024      | Fórmula 1                               | McLaren                      | Piloto de testes/reserva | Piloto de testes/reserva | Piloto de testes/reserva | Piloto de testes/reserva | Piloto de testes/reserva | Piloto de testes/reserva | –       |
| 2025      | IndyCar Series                          | Arrow McLaren                | 12                       | 1                        | 1                        | 1                        | 5                        | 356*                     | 2º*     |

† Os pontos contam apenas para a Michelin Endurance Cup, e não para o Campeonato LMP2 geral. 
* Temporada ainda em andamento

#### Indy Lights
| Ano  | Equipe             | 1     | 2     | 3     | 4      | 5     | 6     | 7      | 8     | 9     | 10    | 11    | 12    | 13    | 14    | 15    | 16    | 17    | Pos. | Pts. |
| ---- | ------------------ | ----- | ----- | ----- | ------ | ----- | ----- | ------ | ----- | ----- | ----- | ----- | ----- | ----- | ----- | ----- | ----- | ----- | ---- | ---- |
| 2017 | Team Pelfrey       | STP 5 | STP 3 | ALA 8 | ALA 15 | IMS   | IMS   | INDY   | ROA   | ROA   | IOW   | TOR   | TOR   | MDO   | MDO   | GMP   | WGL   |       | 15º  | 58   |
| 2018 | Andretti Autosport | STP 1 | STP 7 | ALA 1 | ALA 1  | IMS 4 | IMS 7 | INDY 2 | RDA 2 | RDA 4 | IOW 1 | TOR 1 | TOR 2 | MDO 1 | MDO 1 | GTW 3 | POR 1 | POR 1 | 1º   | 491  |

#### IndyCar Series
(Legenda): Corridas em negrito indicam pole position, corridas em itálico indicam volta mais rápida.
| Ano  | Equipe           | Chassi       | Nº. | Motor     | 1      | 2       | 3      | 4      | 5      | 6        | 7      | 8      | 9      | 10     | 11     | 12     | 13     | 14     | 15     | 16     | 17     | 18    | Pos. | Pts. | Ref.   |
| ---- | ---------------- | ------------ | --- | --------- | ------ | ------- | ------ | ------ | ------ | -------- | ------ | ------ | ------ | ------ | ------ | ------ | ------ | ------ | ------ | ------ | ------ | ----- | ---- | ---- | ------ |
| 2018 | Harding Racing   | Dallara DW12 | 8   | Chevrolet | STP    | PHX     | LBH    | ALA    | IMS    | INDY     | DET    | DET    | TXS    | RDA    | IOW    | TOR    | MDO    | POC    | GTW    | POR    | SNM 9  |       | 31º  | 44   | [ 44 ] |
| 2019 | Carlin           | Dallara DW12 | 31  | Chevrolet | STP    | COA 8   | ALA 16 | LBH 12 | IMS 19 | INDY DNQ | DET 14 | DET 11 | TXS    | RDA 17 | TOR    | IOW    | MDO    | POC    | GTW    | POR    | LAG    |       | 26º  | 115  | [ 45 ] |
| 2020 | Arrow McLaren SP | Dallara DW12 | 5   | Chevrolet | TXS 12 | IMS 8   | ROA 8  | ROA 2  | IOW 4  | IOW 12   | INDY 6 | GTW 3  | GTW 2  | MDO 11 | MDO 9  | IMS 22 | IMS 5  | STP 2  |        |        |        |       | 4º   | 416  | [ 46 ] |
| 2021 | Arrow McLaren SP | Dallara DW12 | 5   | Chevrolet | ALA 4  | STP 19  | TXS 3  | TXS 1  | IMS 15 | INDY 4   | DET 3  | DET 1  | ROA 9  | MDO 8  | NSH 13 | IMS 5  | GTW 2  | POR 14 | LAG 5  | LBH 27 |        |       | 3º   | 487  | [ 47 ] |
| 2022 | Arrow McLaren SP | Dallara DW12 | 5   | Chevrolet | STP 12 | TXS 15  | LBH 5  | ALA 1  | IMS 19 | INDY 2   | DET 5  | ROA 26 | MDO 24 | TOR 11 | IOW 2  | IOW 1  | IMS 12 | NSH 24 | GTW 4  | POR 4  | LAG 8  |       | 7º   | 480  | [ 48 ] |
| 2023 | Arrow McLaren    | Dallara DW12 | 5   | Chevrolet | STP 2  | TXS 2   | LBH 17 | ALA 4  | IMS 2  | INDY 24  | DET 25 | ROA 3  | MDO 8  | TOR 8  | IOW 3  | IOW 10 | NSH 8  | IMS 3  | GTW 2  | POR 4  | LAG 9  |       | 4º   | 484  | [ 49 ] |
| 2024 | Arrow McLaren    | Dallara DW12 | 5   | Chevrolet | STP 1  | THE DNQ | LBH 16 | ALA 23 | IMS 13 | INDY 2   | DET 7  | ROA 8  | LAG 8  | MDO 1  | IOW 2  | IOW 6  | TOR 17 | GTW 26 | POR 15 | MIL 1  | MIL 24 | NSH 2 | 5º   | 460  | [ 50 ] |
| 2025 | Arrow McLaren    | Dallara DW12 | 5   | Chevrolet | STP 11 | THE 2   | LBH    | ALA    | IMS    | INDY     | DET    | GTW    | ROA    | MDO    | IOW    | IOW    | TOR    | LAG    | POR    | MIL    | NSH    |       | 2º*  | 63*  | [ 51 ] |

#### 500 Milhas de Indianápolis
| Ano  | Chassi  | Motor     | Largada | Chegada | Equipe           |
| ---- | ------- | --------- | ------- | ------- | ---------------- |
| 2019 | Dallara | Chevrolet | DNQ     | DNQ     | Carlin           |
| 2020 | Dallara | Chevrolet | 15      | 6       | Arrow McLaren SP |
| 2021 | Dallara | Chevrolet | 12      | 4       | Arrow McLaren SP |
| 2022 | Dallara | Chevrolet | 7       | 2       | Arrow McLaren SP |
| 2023 | Dallara | Chevrolet | 8       | 24      | Arrow McLaren    |
| 2024 | Dallara | Chevrolet | 8       | 2       | Arrow McLaren    |

### Resultados completos da IMSA SportsCar
| Ano  | Entrada                      | Classe | Chassi      | Motor                  | 1      | 2      | 3     | 4     | 5     | 6     | 7     | 8     | 9   | 10  | Pos. | Pontos |
| ---- | ---------------------------- | ------ | ----------- | ---------------------- | ------ | ------ | ----- | ----- | ----- | ----- | ----- | ----- | --- | --- | ---- | ------ |
| 2017 | Performance Tech Motorsports | PC     | Oreca FLM09 | Chevrolet LS3 6.2 L V8 | DAY 1  | SEB 1  | COA 1 | DET 1 | WAT 1 | MOS 1 | ELK 1 | PET 3 |     |     | 1º   | 283    |
| 2018 | Performance Tech Motorsports | P      | Oreca 07    | Gibson GK428 4.2 L V8  | DAY 8  | SEB 13 | LBH   | MDO   | DET   | WGL   | MOS   | ELK   | LGA | PET | 41º  | 41     |
| 2022 | DragonSpeed USA              | LMP2   | Oreca 07    | Gibson GK428 4.2 L V8  | DAY 1† | SEB    | LGA   | MDO   | WGL   | ELK   | PET   |       |     |     | NC†  | 0†     |
| 2024 | United Autosports USA        | LMP2   | Oreca 07    | Gibson GK428 4.2 L V8  | DAY 6  | SEB    | WGL   | MOS   | ELK   | IMS   | PET   |       |     |     | 42º  | 285    |

† Os pontos contam apenas para a Michelin Endurance Cup, e não para o Campeonato LMP2 geral.

### Resultados completos da Fórmula 2
(Chave) (Corridas em negrito indicam pole position) (Corridas em itálico indicam volta mais rápida dos pilotos entre os dez primeiros colocados)
| Ano  | Entrada       | 1       | 2       | 3       | 4       | 5       | 6       | 7       | 8       | 9       | 10      | 11         | 12         | 13      | 14      | 15      | 16      | 17      | 18      | 19      | 20      | 21      | 22      | 23      | 24      | Pos. | Pontos |
| ---- | ------------- | ------- | ------- | ------- | ------- | ------- | ------- | ------- | ------- | ------- | ------- | ---------- | ---------- | ------- | ------- | ------- | ------- | ------- | ------- | ------- | ------- | ------- | ------- | ------- | ------- | ---- | ------ |
| 2019 | MP Motorsport | BHR FEA | BHR SPR | BAK FEA | BAK SPR | CAT FEA | CAT SPR | MON FEA | MON SPR | LEC FEA | LEC SPR | RBR FEA 19 | RBR SPR 14 | SIL FEA | SIL SPR | HUN FEA | HUN SPR | SPA FEA | SPA SPR | MNZ FEA | MNZ SPR | SOC FEA | SOC SPR | YMC FEA | YMC SPR | 26º  | 0      |

### Resultados completos da Super Fórmula Japonesa
(Chave) (Corridas em negrito indicam pole position) (Corridas em itálico indicam volta mais rápida)
| Ano  | Entrada    | Motor | 1   | 2   | 3   | 4      | 5      | 6     | 7   | Pos. | Pts. |
| ---- | ---------- | ----- | --- | --- | --- | ------ | ------ | ----- | --- | ---- | ---- |
| 2019 | Team Mugen | Honda | SUZ | AUT | SUG | FUJ 14 | MOT 14 | OKA 6 | SUZ | 18º  | 3    |

### Resultados completos da Fórmula 1
(Chave) (Corridas em negrito indicam pole position) (Corridas em itálico indicam volta mais rápida)
| Ano  | Equipe          | Chassi        | Motor                                  | 1   | 2   | 3   | 4   | 5   | 6   | 7   | 8   | 9   | 10  | 11  | 12  | 13  | 14  | 15  | 16  | 17  | 18  | 19  | 20     | 21  | 22     | 23  | 24  | Pos. | Pts. |
| ---- | --------------- | ------------- | -------------------------------------- | --- | --- | --- | --- | --- | --- | --- | --- | --- | --- | --- | --- | --- | --- | --- | --- | --- | --- | --- | ------ | --- | ------ | --- | --- | ---- | ---- |
| 2022 | McLaren F1 Team | McLaren MCL36 | Mercedes AMG F1 M13 E Performance V6 t | BHR | SAU | AUS | EMI | MIA | ESP | MON | AZE | CAN | GBR | AUT | FRA | HUN | BEL | NED | ITA | SIN | JPN | USA | MXC    | SAP | ABU TD |     |     | –    | –    |
| 2023 | McLaren F1 Team | McLaren MCL60 | Mercedes AMG F1 M14 E Performance V6 t | BHR | SAU | AUS | AZE | MIA | MON | ESP | CAN | AUT | GBR | HUN | BEL | NED | ITA | SIN | JPN | QAT | USA | MXC | SAP    | LVG | ABU TD |     |     | –    | –    |
| 2024 | McLaren F1 Team | McLaren MCL38 | Mercedes AMG F1 M15 E Performance V6 t | BHR | SAU | AUS | JPN | CHN | MIA | EMI | MON | CAN | ESP | AUT | GBR | HUN | BEL | NED | ITA | AZE | SIN | USA | MXC TD | SAP | LVG    | QAT | ABU | –    | –    |